# Cúp quốc gia Andorra 2009
Cúp quốc gia Andorra 2009 là mùa giải thứ 17 của giải đấu bóng đá loại trực tiếp của Andorra. Giải đấu khởi tranh từ ngày 17 tháng 1 năm 2009 với các trận đấu ở vòng Một và kết thúc ở trận Chung kết ngày 24 tháng 5 năm 2009. Đương kim vô địch là UE Sant Julià.
Đội vô địch sẽ được quyền tham gia vòng loại thứ hai của UEFA Europa League 2009–10.

## Kết quả
Ngày 9 tháng 12 năm 2008 Liên đoàn bóng đá Andorra thông báo lịch thi đấu vòng Một và thời gian diễn ra các vòng còn lạicác vòng còn lại.

### Vòng Một
Vòng này có sự tham gia của các đội bóng Segona Divisió 2008–09 từ thứ 2 đến thứ 7 sau sáu vòng diễn ra. Các trận đấu diễn ra vào ngày 17, 18 và 19 tháng 1 năm 2009.
| Đội 1                   | Tỉ số | Đội 2                     |
| ----------------------- | ----- | ------------------------- |
| UE Extremenya           | 5–1   | Principat B               |
| Atlètic Club d'Escaldes | 2–3   | Casa Estrella del Benfica |
| Lusitanos B             | 7–1   | CE Jenlai                 |

### Vòng Hai
Đội thắng ở vòng trước sẽ tham gia vòng này cùng với đội còn lại của Segona Divisió, đội đứng nhất FC Encamp. Các đội bóng mùa giải này của Primera Divisió đứng thứ 5 đến 8 sau 7 vòng đấu – CE Principat, Inter Club d'Escaldes, FC Rànger's, và UE Engordany – cũng tham gia thi đấu. Các trận đấu diễn ra từ 20–23 tháng 1 năm 2009.
| Đội 1                     | Tỉ số | Đội 2                 |
| ------------------------- | ----- | --------------------- |
| UE Extremenya             | 3–2   | FC Rànger's           |
| Casa Estrella del Benfica | 0–4   | Inter Club d'Escaldes |
| Lusitanos B               | 1–3   | Principat             |
| FC Encamp                 | 4–2   | UE Engordany          |

### Tứ kết
Các đội thắng ở vòng trước sẽ tham gia vòng này cùng với các đội Primera Divisió đứng thứ 1 đến thứ 4 sau 7 vòng đấu – FC Santa Coloma, UE Sant Julià, UE Santa Coloma, và FC Lusitanos. Các trận lượt đi diễn ra vào ngày 1 tháng 2 năm 2009 trong khi các trận lượt về diễn ra vào ngày 8 tháng 2 năm 2009.
| Đội 1                 | TTS  | Đội 2           | Lượt đi | Lượt về            |
| --------------------- | ---- | --------------- | ------- | ------------------ |
| UE Extremenya         | 1–8  | UE Santa Coloma | 0–4     | 1–4                |
| Inter Club d'Escaldes | 0–5  | FC Santa Coloma | 0–2     | 0–3                |
| Principat             | 3–2  | UE Sant Julià   | 1–1     | 2–1 (sau hiệp phụ) |
| FC Encamp             | 2–11 | Lusitanos       | 0–3     | 2–8                |

### Bán kết
Các trận lượt đi diễn ra vào ngày 10 tháng 5 năm 2009 trong khi các trận lượt về diễn ra vào ngày 17 tháng 5 năm 2009.
| Đội 1           | TTS | Đội 2           | Lượt đi | Lượt về |
| --------------- | --- | --------------- | ------- | ------- |
| UE Santa Coloma | 1–7 | FC Santa Coloma | 1–5     | 0–2     |
| Principat       | 4–7 | Lusitanos       | 3–3     | 1–4     |

### Chung kết
| FC Santa Coloma                                                          | 6 – 1  | Lusitanos          |
| ------------------------------------------------------------------------ | ------ | ------------------ |
| Juli Sánchez (12', 36') · Beto (30', 57') · Maicon (55') · Rodrigo (93') | Report | Pedro Franco (72') |